# Lyndsy Fonseca
Pour les articles homonymes, voir Fonseca.
Lyndsy Marie Fonseca (née le 7 janvier 1987 à Oakland, en Californie) est une actrice et mannequin américaine.
Elle est surtout connue pour avoir joué le rôle de Colleen Carlton dans le feuilleton télévisé, Les Feux de l'amour (2001-2005), le rôle d'Alexandra "Alex" Udinov dans la série d'action Nikita (2010-2013) puis pour celui de Angie Martinelli dans la série Marvel Agent Carter (2015-2016).

## Biographie

### Enfance
Née à Oakland, en Californie, Lyndsy est la fille unique de Lima Lynn (née Bergmann), d'origine portugaise, et de James Victor Fonseca, également d'origine portugaise,. À la suite du divorce de ses parents, elle a vécu à Alameda ; par la suite, sa mère s'est remariée avec un avocat, Reid Dworkin, et ils se sont installés à Oakland, puis à Moraga. Lyndsy a une demi-sœur cadette, Hannah Leigh Dworkin (née le 15 octobre 1996), qui est également actrice. Après avoir été découverte par son agent à San Francisco, Lyndsy s'est installée à Los Angeles avec sa famille, à l'âge de 13 ans.

### Carrière
En 2001, à l'âge de 14 ans, Lyndsy a eu son premier grand rôle, celui de Colleen Carlton dans le feuilleton télévisé, Les Feux de l'amour. Elle a signé un contrat de trois ans avec la production et a fait sa dernière apparition en février 2005. Peu après la fin de son contrat, elle a eu le rôle de Penny Mosby, la future fille de Ted Mosby, dans la sitcom, How I Met Your Mother. Elle a également joué le rôle de Donna dans la série dramatique, Big Love, jusqu'en 2009. Après avoir joué dans les films, Un petit pas vers le bonheur (2005) et The Beautiful Ordinary (2007), Lyndsy a joué le rôle de Dylan Mayfair dans la série dramatique, Desperate Housewives, entre 2007 et 2009. Entre 2010 et 2013, elle a incarné Alexandra "Alex" Udinov, l'un des personnages principaux, dans la série fantastique/dramatique, Nikita.

### Vie privée

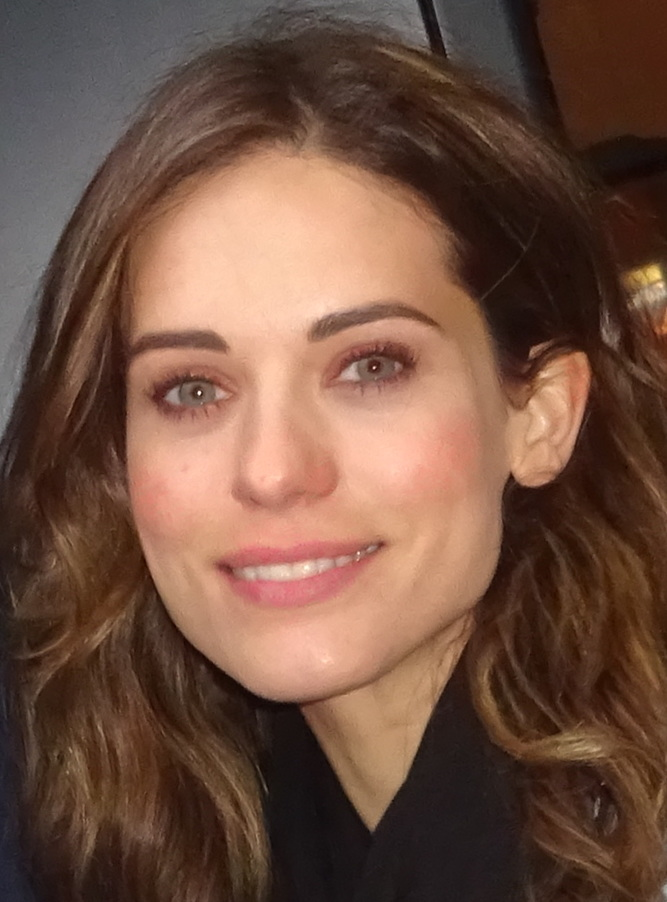
L'actrice en 2017.

Après avoir épousé l'acteur et producteur québécois Matthew "Matt" Smiley, en avril 2009, ils se sont séparés en juillet 2012. En janvier 2013, il a été annoncé que Lyndsy a demandé le divorce, citant des « désaccords insurmontables ».
Depuis 2012, elle est en couple avec l'acteur Noah Bean. Ils se sont fiancés courant 2016, et se sont mariés le 2 octobre 2016 au Saltwater Farm Vineyard. Leur première fille, Greta Lilia Bean, est née le 2 février 2018. Ils donnent naissance à une seconde fille, Evelyn Estella Bean, le 20 juin 2022. 

## Filmographie

### Cinéma
- 2006 : Intellectual Property : Jenny
- 2007 : The Beautiful Ordinary : Dawn
- 2009 : La Machine à démonter le temps : Jenny
- 2010 : Kick-Ass : Katie Deauxma
- 2010 : The Ward : L'Hôpital de la terreur : Iris
- 2011 : Fort McCoy : Anna Gerkey
- 2013 : Kick-Ass 2 de Jeff Wadlow : Katie Deauxma
- 2015 : The Escort : Natalie
- 2016 : Moments of Clarity : Danielle
- 2017 : Curvature : Helen
- 2023 : Spinning Gold : Joyce Biawitz

### Télévision

#### Téléfilms
- 2005 : Mariés, huit enfants (I Do, They Don't) : Sandy Barber
- 2005 : Un petit pas vers le bonheur (Ordinary Miracles) : Sally Powell
- 2005 : Cyber Seduction: His Secret Life (Un ado en danger) : Amy
- 2006 : Scarlett: Kasey
- 2008 : Austin Golden Hour (Pilote) : Lane
- 2009 : The Fish Tank : Jessie
- 2010 : The Worth Witch : Amandine Malabule
- 2011 : Un combat, cinq destins (Five) : Cheyanne
- 2020 : Amy Thompson, le combat d'une mère (You Can't Take My Daughter) : Amy Thompson
- 2021 : Prochain arrêt, Noël (Next Stop, Christmas) : Angie Reynolds

#### Séries télévisées
- 2001-2005 : Les Feux de l'amour (The Young and the Restless): Colleen Carlton
- 2003 : Boston Public: Jenn Cardell (saison 4, épisodes 2,4,5 et 7)
- 2004 : Malcolm (Malcolm in the Middle) : Olivia (saison 5, épisode 13)
- 2004 : New York Police Blues : Madison Bernstein (saison 11, épisode 14)
- 2005 - 2014 : How I Met Your Mother : Penny Mosby (65 épisodes)
- 2006 : Waterfront : Annabelle Marks
- 2006 : Phil du futur (Phil of the Future) : Kristy (saison 2, épisodes 22)
- 2006 - 2009 : Big Love: Donna (saison 1, épisodes 1,2 et 4, saison 2, épisode 5 et saison 3, épisodes 2 et 5)
- 2007 : Close to Home : Juste Cause : Jessica Conlon (saison 2, épisode 14)
- 2007 : Les Experts (CSI: Crime Scene Investigation) : Megan Cooper (saison 7, épisode 17)
- 2007 : Dr House (House) : Addie (saison 3, épisode 22)
- 2007 : Heroes (Série TV) : April (saison 2, épisode 1)
- 2007 - 2008 et 2009 : Desperate Housewives : Dylan Mayfair (saison 4 et saison 6, épisode 10)
- 2010 - 2013 : Nikita : Alexandra «Alex» Udinov (73 épisodes)
- 2015-2016 : Agent Carter : Angie Martinelli
- 2015 : Grandfathered : Frankie
- 2016 : Pitch : Cara (saison 1, épisode 6)
- 2020 : 9-1-1: Lone Star : Iris Blake (saison 1, épisode 8 et 10)
- 2021 : Turner & Hooch : Laura Turner
- 2023 : 9-1-1: Lone Star : Iris Blake (saison 4)

## Voix françaises
- Julia Vaidis-Bogard[10],[11] dans :
  - Nikita (série télévisée)
  - Un combat, cinq destins (téléfilm)
  - Amy Thompson, le combat d'une mère (téléfilm)
  - Prochain arrêt, Noël (téléfilm)
  - Les sœurs McBride (téléfilm)
  - Noël a disparu ! (téléfilm)
  - Trois vœux pour une nouvelle vie (téléfilm)
  - Je sais que ma fille est vivante (téléfilm)
  - Holiday Crashers (téléfilm)

- Adeline Chetail[10],[11] dans :
  - Les Feux de l'amour (série télévisée)
  - Mariés, huit enfants (téléfilm)
  - Les Experts (série télévisée)
  - Dr House (série télévisée)
  - Desperate Housewives (série télévisée)
  - The Ward : L'Hôpital de la terreur
  - Grandfathered (série télévisée)

- Chloé Berthier[10],[11] dans : (les séries télévisées)
  - How I Met Your Mother
  - Agent Carter
  - Turner et Hooch
  - 9-1-1: Lone Star

- Olivia Luccioni[10] dans :
  - Kick-Ass
  - Kick-Ass 2

Et aussi
- Noémie Orphelin[10] dans Un ado en danger (téléfilm)
- Karine Foviau[10] dans Un petit pas vers le bonheur (téléfilm)
- Jessica Monceau[10],[11] dans Big Love (série télévisée)